# Walter Kobéra

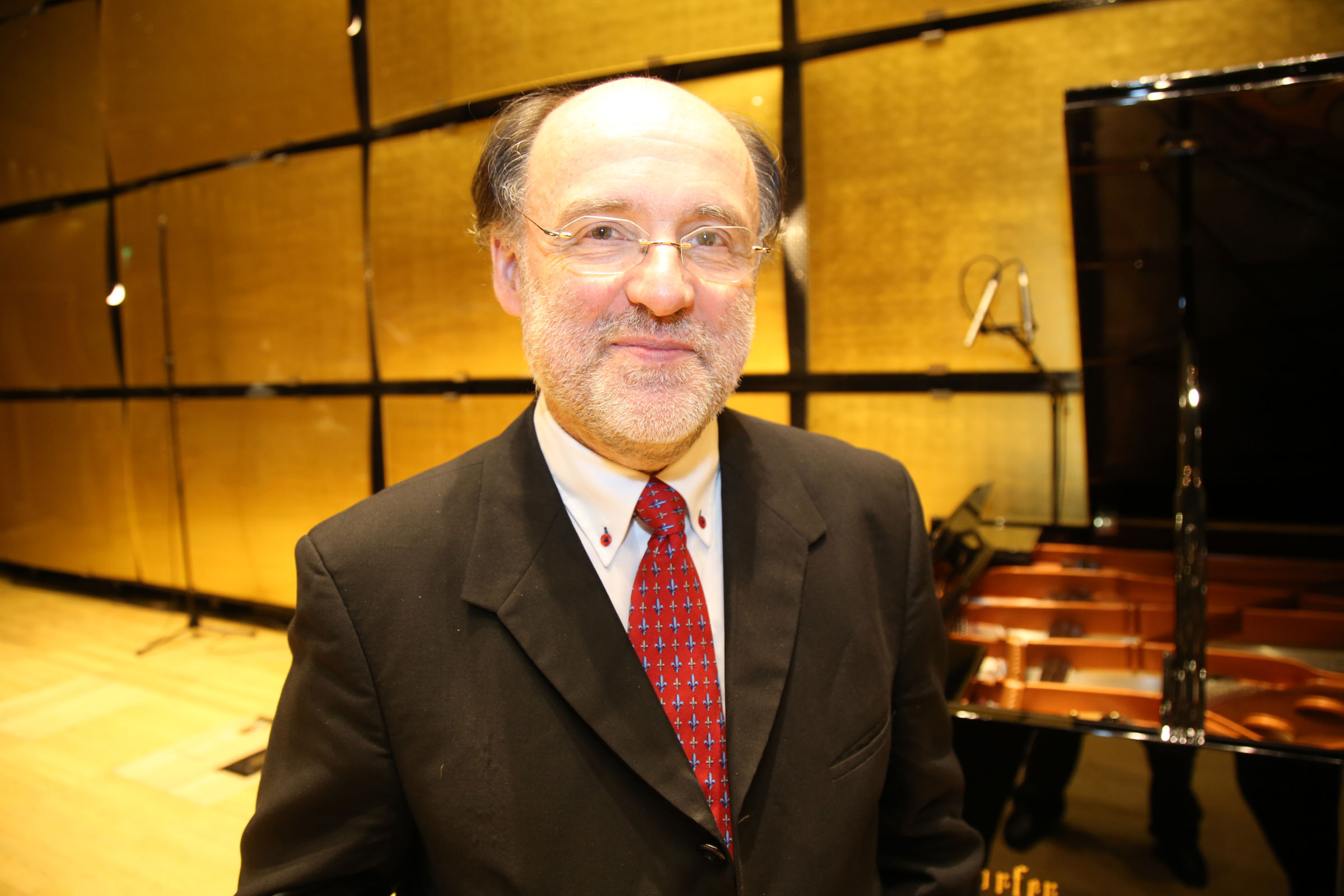
Walter Kobera beim Internationalen Hilde-Zadek-Gesangswettbewerb 2015

Walter Kobéra (* 20. April 1956 in Wien) ist ein österreichischer Dirigent und Intendant. Er ist einer der führenden Dirigenten des zeitgenössischen Musiktheaters in Wien. Durch die zahlreichen erfolgreichen Erst- und Uraufführungen unter seiner Leitung hat er das Wiener Musikleben in den letzten Jahren entscheidend mitgeprägt.

## Biographie
Walter Kobéra besuchte das Musikgymnasium Wien, studierte Violine und war ab 1978 Mitglied des Tonkünstler-Orchester Niederösterreich, auch als Dirigent und musikalischer Assistent von Isaac Karabtchevsky und Fabio Luisi. 1986 gründete er sein amadeus ensemble-wien, das sich in den letzten Jahren besonders auf zeitgenössisches Musiktheater spezialisiert hat. Walter Kobéra ist Lehrbeauftragter für Moderne Musik an der Universität für Musik und darstellende Kunst Wien.
Seit 1991 ist er musikalischer Leiter der Neuen Oper Wien, seit 1993 auch deren Intendant. Von Presse und Publikum geschätzt wurden seine Interpretationen von unter anderen Alban Bergs Lulu, Benjamin Brittens Billy Budd, Helmut Lachenmanns Das Mädchen mit den Schwefelhölzern, Manfred Trojahns Orest, György Ligetis Le Grand Macabre, Friedrich Cerhas Baal, Gerhard Schedls Triptychon und die ihm gewidmete Oper PARADISE RELOADED (Lilith) von Peter Eötvös. Erfolge feierte er auch mit der Uraufführung von Fabián Panisellos Le Malentendu am Teatro Colon in Buenos Aires, Wolfgang Rihms Proserpina am Teatro dell’Opera in Rom sowie mit Bernhard Langs Oper Der Reigen 2019. In Bratislava, Prag und Dublin leitete er eine Neuproduktion von Strauss’ Ariadne auf Naxos. Seit Jahren verbindet Walter Kobéra u. a. mit dem KlangBogen Wien, dem OsterKlang Wien, dem MÜPA Budapest, der Haydn Stiftung Bozen und den Bregenzer Festspielen eine enge Zusammenarbeit.
Walter Kobéra war künstlerischer Leiter der seit 2008 stattfindenden Konzertserie „Klangerlebnis Stephansdom“. Er hat u. a. mit dem Tonkünstler-Orchester Niederösterreich, dem Bruckner Orchester Linz, dem Gürzenich-Orchester Köln, dem Rundfunkorchester Budapest, dem Wiener Concert-Verein, dem Radio-Symphonieorchester Wien und dem Ensemble die reihe gearbeitet.
Auch erfolgte auf Einladung des Theaters an der Wien die Ersteinspielung von Iain Bells Liederzyklus A Hidden Place mit Diana Damrau als Solistin. 2022 dirigierte er in der Kammeroper Ottmar Gersters Oper Enoch Arden, 2023 Peter Eötvös’ Der goldene Drache. Mit der Neuen Oper Wien und den Bregenzer Festspielen bereitet er für 2023 die Uraufführung von Die Judith von Shimoda von Fabián Panisello vor.
2022 hat er den Preis der Deutschen Theaterverlage 2021 für die Neue Oper Wien gewonnen.

## Uraufführungen
- Axel Seidelmann: „Hiob“ (1994)
- Alban Berg, Friedrich Cerha: „Lulu“ (1994)
- Reinhard Süss: „Sphinx und Strohmann“ (1995)
- Reinhard Süss: „Notiz an Freunde“ (1996)
- Dirk D’Ase: „Arrest“ (2000)
- Wolfram Wagner, Silke Hassler nach Peter Turrini: „Endlich Schluss“ (2003)
- Christoph Coburger nach Daniil Charms: „Zwischenfälle“ (2004)
- Christoph Cech – Claudio Monteverdi: „Orfeo“ (2005)
- Thomas Pernes, Gloria G.: „Zauberflöte06“ (2006)
- Dieter Kaufmann nach Josef Winkler: „Requiem für Piccoletto“ (2006)
- Erik Hojsgaard nach Ödön von Horváth: „Don Juan kommt aus dem Krieg“ (2006)
- Richard Dünser, Thomas Höft: „Radek“ (2006)
- Dieter Kaufmann nach Elfriede Jelinek: „FUGE – UNFUG – E“ (2008)
- Isidora Zebeljan: „Eine Marathon-Familie“ (2008)
- Herwig Reiter, Peter Turrini nach Goldoni: „Campiello“ (2010)
- Markus Lehmann-Horn nach Michael Schneider: „Woyzeck 2.0 - Traumfalle“ (2012)
- Péter Eötvös: „Paradise reloaded (Lilith)“ (2013)
- Šimon Voseček: „Biedermann und die Brandstifter“ (2013)
- Judith Unterpertinger: „Judith / Schnitt_Blende“ (2015)
- Otto M. Zykan / Michael Mautner: „Staatsoperette“ (2016)
- Fabián Panisello: „Le Malentendu“ (2017)
- Manuela Kerer: „Toteis“ (2020)